# Тургеневское сельское поселение (Калининградская область)
Турге́невское се́льское поселе́ние  — упразднённое муниципальное образование в составе Полесского района Калининградской области. Административным центром поселения — посёлок Тургенево.

## География
Площадь поселения 16 030 га.

## История
Тургеневское сельское поселение образовано 30 июня 2008 года в соответствии с Законом Калининградской области № 260, в его состав вошли территории Славянского и Тюленинского сельских округов.
Законом Калининградской области от 18 октября 2016 года № 5, 1 января 2017 года все муниципальные образования Полесского муниципального района — Полесское городское поселение, Головкинское, Залесовское, Саранское и Тургеневское сельские поселения — были преобразованы, путём их объединения, в Полесский городской округ.

## Состав сельского поселения
В состав сельского поселения входят 23 населённых пункта
- Бригадное (посёлок) — 84[4]
- Дружное (посёлок) — 132[4]
- Журавлёвка (посёлок) — 150[4]
- Зелёное (посёлок) — 519[4]
- Ивановка (посёлок) — 153[4]
- Июльское (посёлок) — 10[4]
- Каменка (посёлок) — 90[4]
- Липовка (посёлок) — 25[4]
- Майское (посёлок) — 197[4]
- Нахимово (посёлок) — 438[4]
- Некрасово (посёлок) — 133[4]
- Никитовка (посёлок) — 93[4]
- Овражье (посёлок) — 34[4]
- Придорожное (посёлок) — 60[4]
- Речки (посёлок) — 6[4]
- Рыбкино (посёлок) — 43[4]
- Свободный (посёлок) — 13[4]
- Сибирское (посёлок) — 43[4]
- Славянское (посёлок) — 887[4]
- Трудовой (посёлок) — 11[4]
- Тургенево (посёлок, административный центр) — 730[4]
- Ушаковка (посёлок) — 31[4]
- Фурмановка (посёлок) — 12[4]

## Население
| 2010 | 2012  | 2013  | 2014  | 2015  | 2016  |
| ---- | ----- | ----- | ----- | ----- | ----- |
| 3894 | ↗3939 | ↗3945 | ↗3950 | ↘3946 | ↘3913 |